# Complesso Storico di Melilla
Il complesso storico di Melilla è un Bene di Interesse Culturale (BIC) in Spagna, situato nella città di Melilla, un'enclave spagnola sulla costa del Nordafrica. È stato dichiarato complesso storico-artistico l'11 agosto 1953 con un decreto ufficiale pubblicato nel Boletín Oficial del Estado, firmato dal dittatore Francisco Franco e dal ministro dell'Istruzione nazionale dell'epoca, Joaquín Ruiz-Giménez.

## Storia e Dichiarazione
La dichiarazione di Melilla come complesso storico risale al 1953, riconoscendo il suo valore storico, architettonico e culturale. Questa decisione si basò sulla conservazione della zona antica della città, che include elementi significativi dell'architettura spagnola, in particolare dell'epoca modernista, oltre alle fortificazioni e al tracciato urbano.
Nel 1978, la Direzione Provinciale del Ministero della Cultura affidò l'elaborazione di un inventario architettonico, completato nel gennaio 1980. Nel 1979 fu anche creata la Commissione del Patrimonio di Melilla, che l'anno successivo chiese al Ministero della cultura di riconoscere come BIC un totale di 25 edifici, dei quali 10 furono ufficialmente trattati nell'ottobre del 1980.

## Estensione
Nel 1986, fu approvata l'estensione dell'area protetta, includendo nuove zone nella categoria di Bene di Interesse Culturale. Questa estensione comprendeva:
- Melilla La Vieja, la parte più antica della città, con le sue mura e edifici storici.
- Il Quartiere Modernista, zona di espansione costruita alla fine del XIX e all'inizio del XX secolo, caratterizzata da edifici in stile modernista.
- Alcune aree del quartiere Industriale e del Real, con una combinazione di elementi architettonici di varie epoche.

## Descrizione
Il Complesso Storico di Melilla è una testimonianza della storia e dell'evoluzione della città, che spazia dall'architettura militare medievale alle costruzioni moderniste e art déco del XX secolo. Tra gli elementi più significativi ci sono le fortificazioni di Melilla La Vieja, le facciate moderniste degli edifici emblematici e la rete di piazze e parchi che definiscono il carattere urbano della città.
Questo complesso storico non solo rappresenta un esempio di evoluzione architettonica, ma è anche una testimonianza della presenza spagnola nel Nord Africa e della sua influenza nello sviluppo urbano della regione.